# Highland Heights (Ohio)
Highland Heights – miasto w Stanach Zjednoczonych, w stanie Ohio.
Liczba mieszkańców w 2000 roku wynosiła 8 082.